# Lettre de Sibérie
Pour plus de détails, voir Fiche technique et Distribution.
Lettre de Sibérie est un film documentaire, réalisé par Chris Marker, sorti en 1957.

## Synopsis
Le documentaire montre les plans filmés par Chris Marker en Sibérie, avec des commentaires en voix off. Il passe en revue différents sujets : la vie des gens sur place, la modernisation de la société, les chercheurs d'or, etc. et est ponctué de digressions, comme un dessin animé sur les mammouths, une fausse publicité vantant les mérites des rennes, et une séquence remarquable à Iakoutsk illustrant les interprétations multiples que peuvent donner une voix-off aux mêmes images. 

## Fiche technique
- Titre : Lettre de Sibérie
- Réalisation : Chris Marker
- Scénario : Chris Marker
- Musique : Pierre Barbaud
  - Chef d'orchestre : Georges Delerue
  - Soliste : Ella Timourkhan
- Photographie : Sacha Vierny
- Montage : Anne Sarraute
- Effets spéciaux et animation : Arcady
- Dessins : Remo Forlani
- Production : Anatole Dauman
- Société de production : Argos Films et Procinex.
- Pays de production :  France
- Langue originale : Français
- Format : couleur (Eastmancolor) — 16 mm — 1,37:1 — son mono
- Genre : documentaire
- Durée : 62 minutes (1 h 2)
- Dates de sortie :
  - France : 29 octobre 1958
  - Allemagne de l'Ouest : mai 1959 (Festival international du film de Mannheim-Heidelberg)
  - Royaume-Uni : juin 1966 (Festival du film de Londres)
  - Suède : 19 avril 1967
  - États-Unis : 21 mai 1970 (New York)

## Distribution
- Georges Rouquier : narrateur (voix)

## Scène de Iakoutsk
Une courte scène est remarquable par son humour : on y voit un autobus dans les rues de Iakoutsk, des travailleurs et enfin un Iakoute louchant. Le montage et les commentaires off de Marker montrent le pouvoir des images, tout en illustrant, comme le dit Marker dans la scène, le fait que « les mots peuvent faire dire tout ce qu'on veut aux images ». 
Cette prise de vue est commentée à trois reprises avec des tonalités opposées : 
- La glorification du régime socialiste : Iakoutsk, capitale de la République socialiste soviétique de Iakoutie est une ville moderne, où les confortables autobus... un pittoresque représentant des contrées boréales, etc.
- Une description neutre : À Iakoutsk, où les maisons modernes gagnent petit à petit sur les vieux quartiers sombres… un Iakoute affligé de strabisme, etc.
- Une diatribe contre le collectivisme : Iakoutsk, à la sinistre réputation, est une ville sombre où tandis que la population s'entasse péniblement dans des autobus rouge sang… un inquiétant Asiate, etc.